# Тобецу

43°13′26″ пн. ш. 141°31′2″ сх. д. / 43.22389° пн. ш. 141.51722° сх. д.
То́бецу (яп. 当別町, とうべつちょう, МФА: [toːbet͡su̥ t͡ɕoː]) — містечко в Японії, в повіті Ісікарі округу Ісікарі префектури Хоккайдо. Станом на 1 жовтня 2008 року площа містечка становила 422,71 км². Станом на 31 березня 2017 населення містечка становило 16 469 осіб.